# Cima Barba d'Orso di Dentro
La Cima Barba d'Orso di Dentro (in tedesco Innerer Bärenbartkogel, spesso chiamato anche Cima Barba d'Orsa di Dentro) è una montagna delle Alpi Venoste, situata nella provincia autonoma di Bolzano e precisamente in alta val Venosta.  
Secondo la suddivisione didattica tradizionale della catena alpina, fa parte delle Alpi Atesine. Secondo la Partizione delle Alpi, invece, si trova nelle Alpi Retiche, mentre secondo la SOIUSA fa parte della sezione delle Alpi Retiche orientali.